# Censui et in eam ivi sententiam
Censui et in eam ivi sententiam è una frase fatta del linguaggio curiale dell'Antica Roma.

## Significato e uso
La frase in italiano significa letteralmente "ho decretato e ho votato a favore di questa proposta" ed era una formula con cui il Senato romano approvava le sue deliberazioni.

## Nella cultura di massa
- Nel quinto capitolo del romanzo de I promessi sposi di Alessandro Manzoni il dottor Azzecca-garbugli utilizza questa frase per elogiare, anche in maniera un po' goffa, il vino di Don Rodrigo.